# Trotsålder
Trotsålder (mest i bestämd form) är en period i barndomen där barnet visar ökad förmåga att hävda sin egen vilja, vilken vanligen infaller i treårsåldern. Ibland syftar trotsålder även på liknande perioder senare i barndomen. Ordet är belagt i svenska språket åtminstone sedan 1938.
Syftet är att lära känna omgivningens sociala normer, att hitta balansen och lära sig se skillnaden mellan sina egna och andras behov, att experimentera fram vad viljan kan göra, att lära sig hur man uttrycker sig och hur man beter sig.
Metoden för detta är empirisk och kräver många och långa strider. Detta kan vara tålamodsprövande för de personer som lever och umgås med barnet.
Om en vuxen skulle bete sig så skulle man tala om social inkompetens eller kanske envishet, tjurighet, negativism, egocentrism, bristande självkännedom, dumhet, skrikighet, våldsamhet eller just trots.
Termen viljeålder utgår mer från barnets perspektiv och lyfter fram det positiva i barnets utveckling.